# Meganne Young
Meganne Young (Ciudad del Cabo; 22 de marzo de 1990) es una actriz sudafricana conocida por sus papeles en la trilogía de El stand de los besos y en la serie de televisión Black Sails de la cadena Starz.

## Primeros años
Young nació en Ciudad del Cabo, su padre es sudafricano y su madre australiana. Pasó su infancia moviéndose, con temporadas en Nigeria, Suiza y Sri Lanka, donde obtuvo el Bachillerato Internacional en la Escuela Extranjera de Colombo. Obtuvo un Diploma Avanzado en Actuación en el campus de CityVarsity Cape Town, que completó en 2011, antes de graduarse de la Escuela de Actuación de Guildford en Inglaterra como estudiante a distancia a tiempo parcial en 2014.

## Carrera
Young comenzó su carrera en teatro y cortometrajes, obteniendo nominaciones a los premios 48 Hour Film y Fleur du Cap Theatre Award por su trabajo. Apareció en la película británica Eye in the Sky. Consiguió su primer papel importante en pantalla como Abigail Ashe en la serie Black Sails de la cadena Starz. También hizo apariciones especiales en la decimocuarta temporada de Supernatural y en la cuarta temporada de DC's Legends of Tomorrow.
En 2018, consiguió el papel de Rachel en la película original de Netflix, The Kissing Booth. Young repitió su papel en las próximas secuelas, The Kissing Booth 2 (2020) y The Kissing Booth 3 (2021).

## Filmografía

### Cine
| Cine | Cine                | Cine   | Cine         |
| Año  | Título              | Rol    | Notas        |
| ---- | ------------------- | ------ | ------------ |
| 2012 | Past.Tense          |        |              |
| 2014 | The Giver           | Bride  |              |
| 2015 | Eye in the Sky      | Lizzy  |              |
| 2017 | Blood Drive         | Anne   |              |
| 2018 | The Kissing Booth   | Rachel |              |
| 2018 | The Bull            | Mare   | Cortometraje |
| 2019 | We Are Not Alone    | Gina   | Cortometraje |
| 2020 | The Kissing Booth 2 | Rachel |              |
| 2021 | The Kissing Booth 3 | Rachel |              |

### Televisión
| Televisión | Televisión                  | Televisión        | Televisión               |
| Año        | Título                      | Rol               | Notas                    |
| ---------- | --------------------------- | ----------------- | ------------------------ |
| 2013       | The Challenger Disaster     | Michelle Feynman  | Película para televisión |
| 2015       | Bluestone 42                | Enfermera         |                          |
| 2015       | Black Sails                 | Abigail Ashe      |                          |
| 2015       | Zum Teufel mit der Wahrheit | Actriz            | Película para televisión |
| 2015       | Saints & Strangers          | Priscilla Mullins | Miniserie                |
| 2017       | The Dating Game Killer      | Wendy Cade        | Película para televisión |
| 2018       | Supernatural                | Lydia Crawford    |                          |
| 2018       | Legends of Tomorrow         | Zelda Fitzgerald  |                          |

### Teatro
| Teatro | Teatro                  | Teatro | Teatro                         |
| Año    | Título                  | Rol    | Notas                          |
| ------ | ----------------------- | ------ | ------------------------------ |
| 2010   | Lenny and the Wasteland | Newt   | Festival Nacional de las Artes |
| 2012   | A Tale of Horribleness  | My     | Festival Nacional de las Artes |
| 2012   | Pocket Shots            | Ashley | Festival Nacional de las Artes |

## Premios y nominaciones
| Año  | Galardón                    | Categoría                                           | Obra       | Resultado |
| ---- | --------------------------- | --------------------------------------------------- | ---------- | --------- |
| 2012 | 48 Hour Film Festival       | Mejor actriz                                        | Past.Tense | Nominada  |
| 2014 | Fleur du Cap Theatre Awards | Premio Rosalie van der Gucht para nuevos directores |            | Nominada  |